# Saison 2008 des Mets de New York
La Saison 2008 des Mets de New York est la 47e saison pour cette franchise qui dispute sa dernière saison au Shea Stadium.

## Intersaison
Le 29 janvier 2008, les Twins du Minnesota concluent un accord avec les Mets de New York pour un transfert de Johan Santana en échange de quatre espoirs (Carlos Gómez, Philip Humber, Deolis Guerra et Kevin Mulvey). Le 1er février, Santana signe une extension de contrat de six saisons avec les Mets pour un montant de 137,5 millions de dollars, avec une option pour une septième année qui pourrait lui valoir 18,75 millions de dollars supplémentaires,.

## La saison régulière

### Classement
| Ligue nationale (Division Est) | V  | D   | %     | GB   |
| ------------------------------ | -- | --- | ----- | ---- |
| Phillies de Philadelphie       | 92 | 70  | 0.568 | --   |
| Mets de New York               | 89 | 73  | 0.549 | 3.0  |
| Marlins de la Floride          | 84 | 77  | 0.522 | 7.5  |
| Braves d'Atlanta               | 72 | 90  | 0.444 | 20.0 |
| Nationals de Washington        | 59 | 102 | 0.366 | 32.5 |

## Statistiques individuelles

### Batteurs
Note: J = Matches joués, AB = Passage au bâton, H = Coup sûr, Avg. = Moyenne au bâton, HR = Coup de circuit, RBI = Point produit
| Joueur | J | AB | H | Avg. | HR | RBI |
| ------ | - | -- | - | ---- | -- | --- |

### Lanceurs partants
Note: J = matches joués, IP = manches lancées, V = victoires, D = défaites, ERA = moyenne de points mérités, SO = retraits sur prises
| Joueur | J | IP | V | D | ERA | SO |
| ------ | - | -- | - | - | --- | -- |

### Lanceurs de relève
Note: J = matches joués, SV = sauvetages, V = victoires, D = défaites, ERA = moyenne de points mérités, SO = retraits sur prises
| Joueur | J | SV | V | D | ERA | SO |
| ------ | - | -- | - | - | --- | -- |